# Lancieux
Lancieux é uma comuna francesa na região administrativa da Bretanha, no departamento Côtes-d'Armor. Estende-se por uma área de 6,69 km². Em 2010 a comuna tinha 1 596 habitantes (densidade: 238,6 hab./km²).